# Уйгуры в Пакистане
Уйгуры в Пакистане — граждане Пакистана уйгурского происхождения.

## История
Некоторые представители этнических меньшинств Китая, в первую очередь уйгуры-мусульмане из Синьцзяна, исторически мигрировали в северные районы Пакистана и селились в них. Самые ранние мигранты, исчисляемые тысячами, прибыли в качестве торговцев в конце XIX и начале XX веков, когда территория Пакистана все еще находилась под британским правлением. У большинства этих уйгуров были склады и дома в городах на севере и в некоторых частях верхнего Пенджаба, и они регулярно путешествовали между Кашгаром и Яркендом и этими местами. Другие приехали в 1940-х годах, опасаясь коммунистических преследований. Еще несколько сотен бежали в Пакистан после неудавшегося восстания в Хотане в 1954 году. Более поздние волны миграции пришлись на 1963 и снова в 1974 году. Некоторые пакистанские потомки, которые ранее жили в Синьцзяне, особенно в Кашгаре, также вернулись в Пакистан. со своими уйгурскими супругами.
Начиная с 1980-х годов Пакистан стал основным транзитным пунктом для уйгуров, отправляющихся в хадж; образовавшиеся там временные уйгурские поселения стали центром более поздних, более постоянных общин, поскольку уйгуры, вернувшиеся из своего паломничества или после дальнейшего обучения в школах Египта и Саудовской Аравии, решили поселиться в Пакистане, а не вернуться в Китай. По состоянию на 2020 год лидеры общин оценили их общую численность в 200.000 человек, из них в основном живут в Кашмире,Равалпинди,Исламабад и в других крупных городах.

## Социальная интеграция
Китай с подозрением относится к некоторым членам уйгурской общины в Пакистане, считая их сторонниками движения за независимость Восточного Туркестана. Пакистан оказал им дружеский прием, но отвергает любую пропаганду сепаратизма или что-либо, что бросает вызов суверенной целостности другой страны. Многие уйгуры в Пакистане занимаются малым бизнесом. В последние годы они перешли в сферу импорта-экспорта, покупая китайскую керамику, текстиль и другие товары из Синьцзяна для перепродажи в Пакистане. Уйгурская община обычно хорошо интегрирована в пакистанское общество. Смешанные браки сейчас распространены, и большинство предпочитает говорить на урду, а не на уйгурском.
В Пакистане также было несколько центров приема уйгурских общин. Кашгарабад, расположенный в Исламабаде, управлялся богатыми уйгурскими торговцами. Медресе Анвара уль-Улума Абу Ханифы в Равалпинди управлял человек по имени Шейх Сераджуддин. Третий город, Хотанабад, также находился недалеко от Исламабада. Хотанабад был закрыт в декабре 2000 года, что Американская ассоциация уйгуров также связывает с давлением Китая, который выразил озабоченность по поводу этих центров, способствующих вербовке экстремистов против Пекина. Кашгарабад и Хотанабад снова остановились в 2006 году
Омар и Акбар Хан, два брата-уйгура из Пакистана, создали культурную организацию Omar Uyghur Trust, чтобы обучать детей своей общины уйгурскому языку и культуре.

## Терроризм
Несколько уйгуров, проживающих в Пакистане, были вовлечены в боевые действия и совершали террористические нападения на военные и гражданские объекты. Китай заявил, что члены Исламского движения Восточного Туркестана нашли убежище в Лахоре. В 1997 году четырнадцать уйгурских студентов китайского происхождения, обучающихся в Пакистане, были депортированы обратно в Китай после того, как они организовали акцию протеста в поддержку беспорядков в Кульдже; Amnesty International утверждает, что они были казнены. В 2009 году еще девять уйгурских боевиков, захваченных в Вазиристане, были экстрадированы в Китай.
По состоянию на 2015 год правительство Пакистана утверждало, что уйгурские боевики больше не присутствуют в районах проживания племен на северо-западе Пакистана Kashgarabad and Hotanabad both suffered another shutdown in 2006..

## См.также
- Уйгурская диаспора
- Уйгуры в Турции
- Уйгуры в Узбекистане
- Уйгуры в Индии